# Campodorus callidulus
Campodorus callidulus là một loài tò vò trong họ Ichneumonidae.